# عين علام
عين أعلام أو القرية هي حي من أحياء بلدية الذرعان تحتوي القرية على أكبر سوق أسبوعي في المنطقة، كما يوجد بها سوق للمواشي، و آخر للسيارات، يتواجد بها حوالي 25 الف ساكن وهي تعتبر أكبر تجمع سكني في ولاية عنابة.